# Орм (Теннессі)
Орм (англ. Orme) — місто (англ. town) в США, в окрузі Меріон штату Теннессі. Населення — 87 осіб (2020).

## Географія
Орм розташований за координатами 35°0′53″ пн. ш. 85°48′17″ зх. д. / 35.01472° пн. ш. 85.80472° зх. д. (35.014635, -85.804831).  За даними Бюро перепису населення США в 2010 році місто мало площу 10,73 км², уся площа — суходіл.

## Демографія
Згідно з переписом 2010 року, у місті мешкало 126 осіб у 56 домогосподарствах у складі 41 родини. Густота населення становила 12 осіб/км².  Було 64 помешкання (6/км²).
Расовий склад населення:
| - 94,4 % — білих - 3,2 % — азіатів - 2,4 % — чорних або афроамериканців |

До двох чи більше рас належало 0,0 %. Частка іспаномовних становила 0,0 % від усіх жителів.
За віковим діапазоном населення розподілялося таким чином: 19,0 % — особи молодші 18 років, 62,7 % — особи у віці 18—64 років, 18,3 % — особи у віці 65 років та старші. Медіана віку мешканця становила 48,0 року. На 100 осіб жіночої статі у місті припадало 72,6 чоловіків;  на 100 жінок у віці від 18 років та старших — 78,9 чоловіків також старших 18 років.
Середній дохід на одне домашнє господарство  становив 52 629 доларів США (медіана — 46 250), а середній дохід на одну сім'ю — 60 323 долари (медіана — 61 250). За межею бідності перебувало 8,8 % осіб, у тому числі 14,3 % дітей у віці до 18 років та 6,3 % осіб у віці 65 років та старших.
Цивільне працевлаштоване населення становило 37 осіб. Основні галузі зайнятості: освіта, охорона здоров'я та соціальна допомога — 29,7 %, виробництво — 27,0 %, роздрібна торгівля — 13,5 %, транспорт — 5,4 %.